# 73e Legerkorps z.b.V.
Het Duitse 73e Legerkorps z.b.V. (Duits: Generalkommando LXXIII. Armeekorps zur besonderen Verwendung) was een Duits legerkorps van de Wehrmacht tijdens de Tweede Wereldoorlog. Het korps kwam alleen in actie in Italië. 

## Krijgsgeschiedenis

### Oprichting
Het 73e Legerkorps z.b.V. werd opgericht op 25 november 1944 in Italië door omdopen van de “Stab des Befehlshabers Venetianische Küste”.

### Inzet

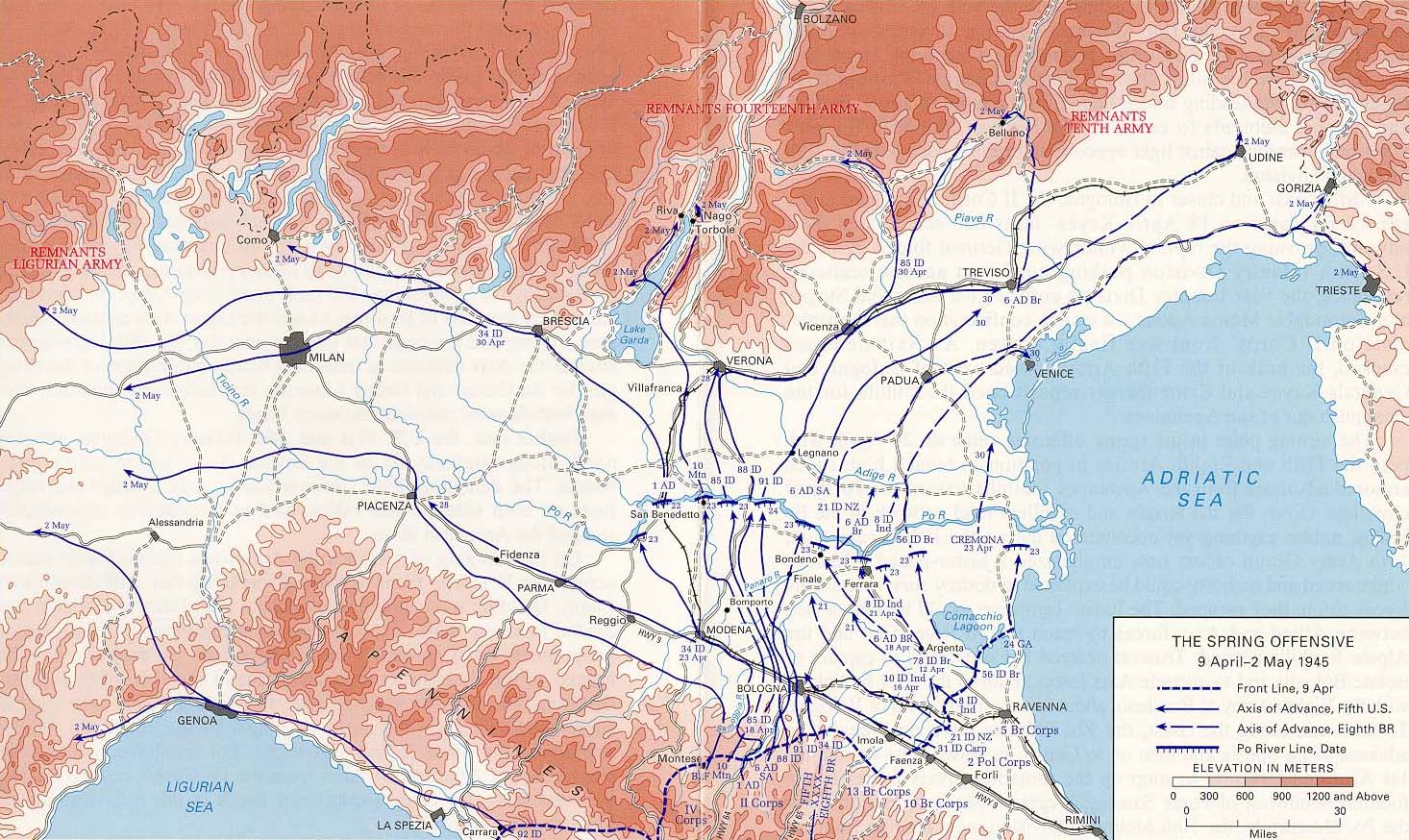
Het geallieerde lenteoffensief in Italië in 1945

Het korps verdedigde meteen het front van het 10e Leger aan de Adriatische kust. Op 26 november had het korps slechts één divisie onder bevel, de 114e Jägerdivisie. Op 2 december 1944 viel het 1e Canadese Legerkorps aan in “Operation Cavalcade”. Het korps beschikte voor de verdediging over de 114e Jägerdivisie en de 356e Infanteriedivisie, maar kon niet voorkomen dat de Canadezen op 4 december Ravenna innamen. Tussen 2 en 6 januari 1945 vielen de Canadezen in een korte actie aan en veroverden de zuidoever van de Valli di Comacchio. Daarna heerste winter-rust tot april aan het front. Tussen midden januari en midden februari 1945 stonden onder bevel van het korps de 114e Jägerdivisie en de 710e Infanteriedivisie. Vanaf maart 1945 had het korps geen reguliere eenheden meer onder bevel, alleen zogenaamde “Alarm Einheiten” (ad-hoc eenheden). Op 9 april startten de geallieerden hun lenteoffensief in Italië. Het korps lag langs de Adriatische kust en was in eerste instantie niet betrokken. Na de uitbraak van de geallieerden en de oversteek van de Po kreeg het korps op 28 april de opdracht om een linie te vormen van Chioggia, langs de Adige naar Verona en het Gardameer. Maar dit was meteen al achterhaald, aangezien de geallieerden de volgende dag al op twee plaatsen door deze linie waren.

Het 73e Legerkorps z.b.V. capituleerde op 2 mei 1945 in Noord-Italië aan de geallieerden.

## Bovenliggende bevelslagen
| Leger     | Legergroep     | Plaats/regio             | Begin            | Eind       |
| --------- | -------------- | ------------------------ | ---------------- | ---------- |
| 10. Armee | Heeresgruppe C | Italië, Adriatische kust | 25 november 1944 | 2 mei 1945 |

## Commandanten

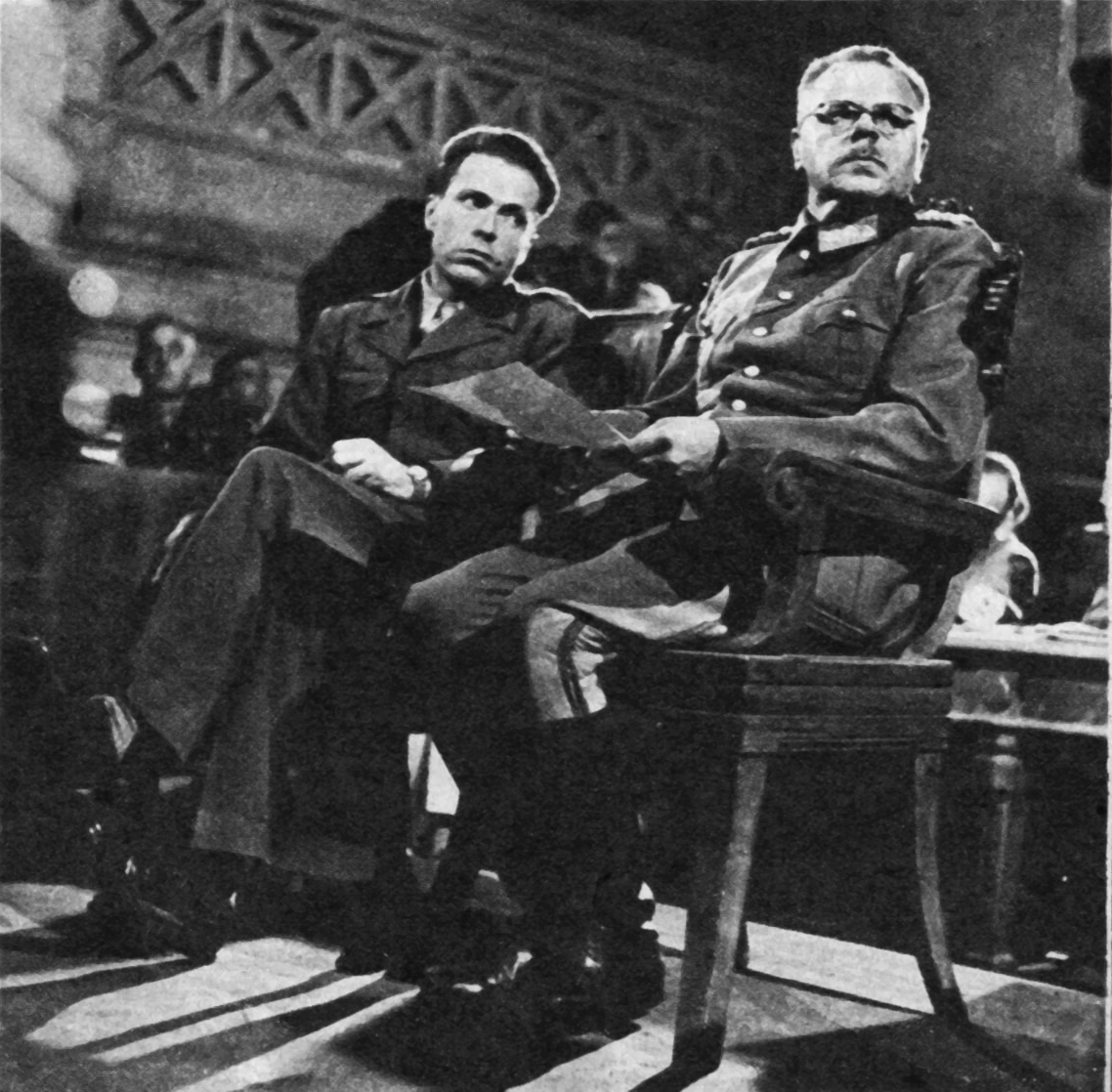
General Anton Dostler (r) tijdens zijn rechtszaak wegens executeren van Amerikaanse commando’s in 1945

| Rang                   | Naam          | Begin            | Eind       |
| ---------------------- | ------------- | ---------------- | ---------- |
| General der Infanterie | Anton Dostler | 25 november 1944 | 2 mei 1945 |